# Плачущий мальчик
Пла́чущий ма́льчик — репродукция картины итальянского художника Джованни Браголина (также известного как Бруно Амадио). Суеверными людьми репродукция считается проклятой и вызывающей пожар в помещениях, где она находится.

## Сообщение
4 сентября 1985 года британская газета «The Sun» опубликовала статью «Blazing Curse of the Crying Boy». В статье семейная пара Рона и Мей Халлов из Ротерема (Саут-Йоркшир) утверждала, что после того, как в результате пожара выгорел их дом, посреди разрушений на стене осталась неповреждённая дешевая репродукция картины с плачущим мальчиком.
В дополнение сообщалось, что брат Рона, Питер Халл работает в пожарной части Ротерема, а один из его коллег Алан Уилкинсон утверждал, что очень часто на пожарищах пожарные находили неповреждённую репродукцию «Плачущего мальчика».
Статья сопровождалась фотографией репродукции с подписью «Tears for fears… the portrait that firemen claim is cursed» (Слезы за страх… портрет, который пожарные считают проклятым). И хотя пожарный не использовал в своём рассказе слово «проклятие», статья была написана в таком стиле, чтобы у читателей не оставалось сомнений в том, что это именно так. Также к статье прилагалась краткая справка о том, что в магазинах Великобритании было продано более 50 000 репродукций картины, которые разошлись в основном в рабочих районах Северной Англии.

## Ажиотаж
В середине 1980-х годах таблоид The Sun вела активную борьбу за читателей. Кельвин Маккензи, редактор газеты, усмотрел в статье так необходимую ему для привлечения публики сенсацию. Своим сотрудникам он заявил, что эта история с большим потенциалом и будет длиться долго.
Уже 5 сентября 1985 года в The Sun появилась статья о том, что в редакцию после прошлого сообщения о портрете поступила масса сведений от читателей о схожих обстоятельствах. В статье активно использовались такие слова как «проклятие», «приносящий несчастье», «страх», «ужас». В статье же приводились сообщения подобного типа: «В пожаре все мои картины были уничтожены, за исключением Плачущего мальчика» и «Те мои родственники и знакомые, которые приобрели репродукцию картины, пострадали от пожаров».
В статье также делалось заключение о том, что наличие репродукции серьёзно увеличивало риск возникновения пожара или получения серьёзной травмы. Так, Роуз Фаррингтон Престон в письме в газету написала: «Я купила портрет в 1959 году. С тех пор у меня умерли муж и трое моих сыновей. Я часто спрашиваю себя, может быть, они были прокляты?». В другом письме сообщалось, что, когда один из читателей попробовал сжечь репродукцию, она не сгорела, несмотря на то, что находилась в огне более часа.
Утверждение о том, что репродукции не горят, вновь напомнило публике об интервью с пожарным. И хотя Алан Уилкинсон заявил, что большинство из пожаров, где появлялся «Плачущий мальчик», имело вполне рациональные причины, связанные с нарушением правил пожарной безопасности, он не смог объяснить, как портрет оставался относительно неповреждённым, хотя вся окружающая обстановка выгорала. The Sun, однако, вовсе не была заинтересована в рациональных объяснениях, а потому проигнорировала его комментарии, заявив, что «пожарные не имеют логического объяснения ряда недавних инцидентов».
Вскоре выяснилось, что картины, которые принимали участие в разных происшествиях, не являются копиями одной картины. Часть картин приписывалась итальянцу Джованни Браголину, часть — шотландской художнице Анне Зинкайзен (англ. Anna Zinkeisen). Всего нашлось около 5 разных вариантов картины, которые объединяло только две вещи: на них были изображены дети и они массово продавались в английских универмагах в 1960-х и 1970-х годах.
Журналисты, ссылаясь на специалистов по оккультизму, высказали мнение, что, возможно, автор оригинального портрета жестоко обращался с ребёнком-моделью, и пожары могут быть результатом проклятия ребёнка, его местью.
Вскоре в Ротереме произошёл ещё один пожар, в доме также присутствовала репродукция картины Анны Зинкайзен. Множество слухов и домыслов вынудило пожарный департамент Саут-Йоркшира сделать заявление. В нём последний пожар объяснялся нарушением правил пожарной безопасности, а то, что репродукции не повреждаются, — тем, что они напечатаны на очень плотной бумаге, которую очень сложно поджечь. Общая же картина происходящего объяснялась простым совпадением: было продано весьма много копий картин, поэтому неудивительно, что они порой оказываются в домах, где происходит пожар.
Однако это заявление не смогло оказать большого влияния на общественное мнение, подогреваемое редакцией The Sun. После очередного пожара, в котором пострадал итальянский ресторанчик, газета выступила с заявлением: «Всё, хватит. Если вы волнуетесь о том, что картина „Плачущий мальчик“ находится в вашем доме, немедленно пришлите её к нам. Мы уничтожим её и избавим вас от проклятия».
В местной редакции репродукциями была завалена целая комната. Обнаружилось, что и редактор Кельвин Маккензи склонен к суеверию. Когда один из сотрудников редакции повесил репродукцию на стену, Маккензи, увидев это, остановился и побледнел, после чего велел снять картину и убрать её: «Это не к добру».
Аналогичным образом прореагировал и пожарный Алан Уилкинсон. Хотя он и говорил, что не суеверен, но не взял подаренную ему репродукцию. Ещё один пожарный Мик Райли, выступавший с заявлением по «развенчанию проклятия», также не принял картину, заявив, что жена считает, что репродукция не вписывается в интерьер. Ещё одну картину, подаренную ему, Уилкинсон повесил на пожарной станции, однако через несколько дней получил указание снять её. Но и эта история имела продолжение: через несколько дней на плите сгорели все обеды пожарных.
К концу сентября The Sun решила устроить обещанное уничтожение репродукций, устроив массовое сожжение. Первоначальный план состоял в том, чтобы устроить костёр на крыше здания офиса газеты, но пожарные запретили такую акцию, отказавшись сотрудничать в дешёвом шоу для публики. В итоге репродукции были вывезены за город и там сожжены, а в газете появилась соответствующая статья об этом.
The Sun завершила большую часть своей шумихи вокруг легенды в статье 1985 года о Хэллоуине с заголовком «Плачущее пламя!» украшающий первую полосу. Газета утверждала, что раз и навсегда сняла проклятие с помощью костра, сжигая «мешки» с картинами, которые публика присылала им в ответ на их призыв. Костер полыхал у Темзы, растворяя проклятие в дыму. The Sun, постоянно ищущая надежные источники, процитировала сопровождающего на мероприятии; офицер пожарной охраны, который с облегчением сказал: «Я думаю, что теперь будет много людей, которым станет немного легче дышать».
Стив Пунт, британский комик и писатель, расследовал якобы проклятые картины из серии «Плачущий мальчик» в постановке «BBC Radio 4» , известной как «Punt Pi». Он попытался разыскать причастные к этому дома и нашел Джейн Маккатчин, которая в 1980-х годах повесила гравюру в своей гостиной. Маккатчин, мать двоих детей, убиралась на кухне, когда обнаружила, что ее самодельные портьеры, жалюзи и гардины внезапно загорелись. Её семье удалось сбежать живыми, но её дом был разрушен, за исключением единственной картины, висевшей в ее гостиной, с изображением плачущего мальчика. На картине все еще можно было разглядеть лицо маленького мальчика, — сказала она Пунту. После того, что было описано как «серия совпадений» и неудач, Маккатчин предположила, что причиной была картина, что побудило ее избавиться от нее. У большинства пожаров были нормальные причины, такие как сигареты или громоздкие сковороды. Поскольку большая часть мифов связана с почти невероятной огнестойкостью картины, Пунт купил собственную картину плачущего мальчика; После того, как Пунт несколько раз необъяснимо задерживался в пункте назначения, он начал немного нервничать из-за возможного проклятия. Пунт исследовал историю портретов «Плачущий мальчик», приложив все усилия, чтобы разгадать ее тайну.
Осознание пришло через программу, в которой рассказывалось о некоторых тестах исследования, в ходе которых было установлено, что отпечатки были обработаны антипиреном, содержащим лак, и что первым испортится шнур, удерживающий портрет на стене, в результате чего портрет приземлился лицом вниз на землю и, следовательно, был накрыт. Однако не было дано никакого объяснения тому, почему различные произведения искусства не остались невредимыми.